# Snubletråd
En snubletråd er en passiv udløsermekanisme, normalt brugt til militære formål, selvom princippet har været brugt siden oldtiden, til at udløse fælder til fangst af vildt.
Typisk bruges en wire eller tråd, der er forbundet med en udløser der reagerer på bevægelse.
Militært bruges en snubletråd til at udløse miner eller alarmer, typisk lysraketter.